# Baeotis melanis
Baeotis melanis is een vlindersoort uit de familie van de prachtvlinders (Riodinidae), onderfamilie Riodininae.
Baeotis melanis werd in 1831 beschreven door Hübner.